# Cleidion macrophyllum
Cleidion macrophyllum är en törelväxtart som beskrevs av Henri Ernest Baillon. Cleidion macrophyllum ingår i släktet Cleidion och familjen törelväxter.
Artens utbredningsområde är Nya Kaledonien. Inga underarter finns listade i Catalogue of Life.